# شبكة رقمية للخدمات المتكاملة

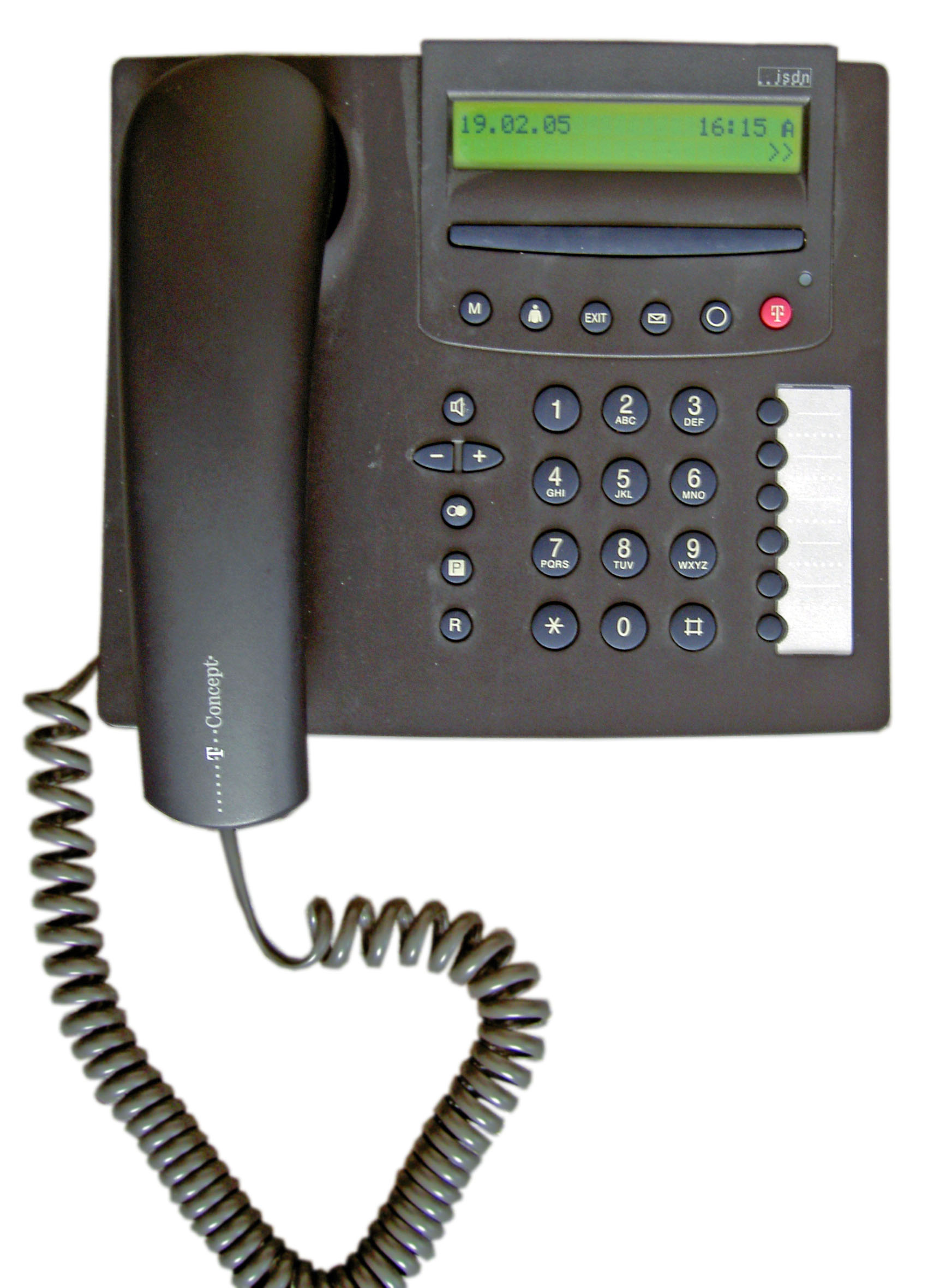

الشبكة الرقمية للخدمات المتكاملة: (بالإنجليزية: Integrated Service of Digital Network اختصاراً ISDN)‏ وهي خدمة هاتفية عالية السرعة أكثر من الخدمات الهاتفية التقليدية.

## تاريخ
لقد نشأت هذه الشبكة نتيجة لمواكبة التطورات الحديثة على المعطيات وأنماطها وهي شبكة تنقل الإشارات بين الأجهزة رقمياً وتوفر لنا سرعة وكفاءة عالية جداً حيث تستطيع نقل البيانات سواء كانت صوت أو صورة أو فيديو في نفس الوقت كما توفر مجموعة أخرى من الخدمات مثل الفاكس والهاتف وأجهزة الإنذار وتصفح الإنترنت. لقد بنيت تقنية هذه الشبكة على أن تستخدم نفس الخطوط النحاسية المستخدمة في الهاتف العادي لأنها الأكثر انتشاراً في العالم.
وتصل سرعة هذه الشبكة إلى 128 كيلو بايت في الثانية وهذه السرعة ضرورية لمن يقوم بالعمل على الإنترنت بشكل دائم ويتطلب عمله تنزيل كميات كبيرة من المعلومات. وتختلف تقنية ISDN عن خط الهاتف العادي باتباعها أسلوباً مختلفاً في نقل المعلومات والذي يتميز بالقدرة على خفض التشويش الناتج عن نقل البيانات. تستخدم هذه الشبكة تقنية TDM والتي تعني إرسال متعدد بتقسيم الزمن والتي تسمح بتوفر مجموعة من الخدمات في وقت واحد وذلك بإنشاء عدة قنوات عبر الأسلاك حيث يسمح لكل قناة باستخدام اتصال ISDN لفترة محددة من الزمن.
وتدعم تقنية ISDN واجهتان للاتصال (access interfaces) هما:
1. واجهة السرعة الأساسية (BRI) تستخدم تلك الواجهة في الشركات الصغيرة والمنازل وتتكون من قناتين B و D ويطلق عليها واجهة الوصول D+2B حيث تستخدم القناة B في نقل البيانات والصوت والصورة بسرعة 64 KB في الثانية بينما تستخدم القناة D لإيصال معلومات التحكم بالاتصال وتعمل بسرعة 16KB في الثانية ويتم جمع القناتين معاً باستخدام ال bonding للحصول على سرعة إجمالية 128KB في الثانية.
2. واجهة السرعة الأولية (PRI) وهذه الواجهة تستخدم في الشركات والمؤسسات الكبرى وتتكون من 23 قناة B وقناة D ويطلق عليها اسم واجهة D+23B

وكل هذه القنوات تعمل بسرعة 64KB في الثانية وتصل السرعة القصوى لها 1,536 MB في الثانية. هناك نوعان من أجهزة ISDN هما TE1 و TE2 كما نحتاج إلى معدات خاصة لتركيب هذه الخدمة مثل NT1 (network termination equipment type 1)
و TAs (محولات المحطة)
أما عيوب شبكة ISDN تتلخص بتكلفتها المرتفعة وسرعتها أقل من باقي تقنيات الاتصال الحديثة التي تستخدم أسلاك الألياف الضوئية كما أن أنظمة ISDN غير متوافقة مع بعضها البعض.